# Stilbe rupestris
Stilbe rupestris är en tvåhjärtbladig växtart som beskrevs av Robert Harold Compton. Stilbe rupestris ingår i släktet Stilbe och familjen Stilbaceae. Inga underarter finns listade i Catalogue of Life.